# Île Sainte-Marie (Richelieufloden)
Île Sainte-Marie är en ö i Kanada.   Den ligger i Richelieufloden i provinsen Québec, i den sydöstra delen av landet, 190 km öster om huvudstaden Ottawa.
Omgivningarna runt Île Sainte-Marie är en mosaik av jordbruksmark och naturlig växtlighet. Runt Île Sainte-Marie är det ganska tätbefolkat, med 124 invånare per kvadratkilometer.